# Cuộc vây hãm Lichtenberg
Cuộc vây hãm Lichtenberg là một trận bao vây trong chiến dịch chống Pháp của quân đội Phổ - Đức trong các năm 1870 – 1871, đã diễn ra từ ngày 9 cho đến ngày 10 tháng 8 năm 1870, tại pháo đài nhỏ bé Lichtenberg thuộc miền Alsace của Đệ nhị Đế chế Pháp. Sau một cuộc pháo kích ngắn ngủi nhưng quyết liệt của quân đội Đức (cũng như tại Marsal), một lực lượng Đức gồm một số đơn vị bộ binh Jäger, kỵ binh, công binh và pháo binh dưới quyền chỉ huy của tướng Von Hügel (thuộc Sư đoàn Württemberg do Thiếu tướng Hugo von Obernitz của Vương quốc Phổ chỉ huy – một phần thuộc biên chế Tập đoàn quân số 3 của Đức dưới sự điều khiển của Thái tử Phổ là Friedrich Wilhelm) đã giành thắng lợi trong trận vây hãm này, buộc lực lượng trú phòng của Pháp tại Lichtenberg dưới sự chỉ huy của Thiếu úy Archer (thuộc Trung đoàn Chiến tuyến số 96 của Pháp) phải đầu hàng. Thành công của quân Đức trong cuộc bao vây lâu đài cổ Lichtenberg đã mang lại cho họ hàng trăm tù binh (trong đó có 30 sĩ quan) cùng với không ít hỏa pháo, súng trường Chassepot và kho dự trữ từ tay đối phương. Ngoài Lichtenberg, chỉ trong một giai đoạn vào tháng 8 năm 1870, quân đội Đức cũng hạ được các pháo đài La Petite-Pierre, Marsal và Vitry của Pháp.
Lâu đài Lichtenberg kiên cố tọa lạc ở lối vào vùng núi Vosges, trên một ngọn đồi hình nón. Đêm ngày 8 tháng 8, mệnh lệnh đánh chiếm Lichtenberg đã đến tai Thiếu tướng Von Obernitz của Phổ. Để thực thi mệnh lệnh, tướng Von Obernitz đã phái một đạo quân tiến đánh Lichtenberg và tướng Von Hügel đã được bổ nhiệm làm người chỉ huy của đạo quân này. Từ doanh trại ngoài trời của họ gần Rothbach và Ingweiler, quân đội Württemberg đã kéo tới Lichtenberg trong buổi sáng ngày 9 tháng 8 và giành được làng Lichtenberg từ tay lực lượng Pháp tại đây. Dù vậy, lời đề nghị đầu hàng của quân Württemberg đã bị đạo quân trú phòng của Pháp khước từ, và trước tình hình đó, các lực lượng bộ binh và kỵ binh đều thiết lập vị trí của mình trong thị trấn. Các khẩu đội pháo của Đức cũng nhập cuộc. Hai khẩu đội pháo này đã khai hỏa với sự hỗ trợ của súng hỏa mai của quân bộ binh Đức, và lực lượng pháo binh Pháp đã đáp trả mạnh mẽ nhưng hầu như là thất bại. Kỳ binh Đức thuộc Trung đoàn số 2 đã đến gần được các chiến lũy mà không bị quân Pháp phát hiện. Mặc dù các hỏa điểm của Pháp đã bị câm tịt, tình hình cho thấy là các khẩu đội pháo Đức khó thể chọc thủng pháo đài này. Vì vậy, tướng Von Obernitz đã cử thêm khẩu đội pháo của Von Marchthaler vào ứng chiến. Tuy khẩu đội này đã gây cháy ở công sự của đối phương, đội quân đồn trú Pháp vẫn không chịu đầu hàng. Von Obernitz đành phải ra lệnh ngừng pháo kích. Đội quân vây hãm của Đức đã bắt đầu rời khỏi Lichtenberg và một tiểu đoàn được lệnh quan sát pháo đài. Song, người chỉ huy của tiểu đoàn là Thượng tá Von Staiger (Steiger) đã bị tử thương, và tướng Von Hügel cùng với phần còn lại của lực lượng của ông đã gia nhập với sư đoàn Württemberg vốn đang rút về. Tuy nhiên, quân phòng thủ đã nã đạn dồn dập vào 2 đại đội thuộc Trung đoàn số 2 của Đức. Đột nhiên, mái của một trong những công trình chủ yếu của quân trú phòng Pháp bị cháy, và Thiếu tá Von Marchthaler được lệnh quay lại để tiến hành pháo kích.
Khẩu đội pháo của Thiếu tá Von Marchthaler đã công pháo một cách có hiệu quả, và đến đêm ngày 9 tháng 8, sự hư hại của công sự của quân Pháp trở nên rõ ràng hơn. Quân đồn trú Pháp bị buộc phải dựng cờ trắng, và đầu hàng sư đoàn Württemberg của Đức. Trong ngày hôm sau (10 tháng 8), Đại úy Seesdorf – người kế nhiệm Von Staiger – và tiểu đoàn của ông đã vào tiếp quản pháo đài này. Sự đầu hàng của Lichtenberg đã được Thái tử Friedrich của Phổ chứng nhận.